# Holozoster ovalis
Holozoster ovalis (лат.) — вид паукообразных из семейства Podoctidae отряда сенокосцев, единственный в роде Holozoster.
Эндемик крупнейшего из Сейшельских Островов — Маэ, где обитает в листовой подстилки леса единственной области, расположенной на высоте от 600 до 670 м.
МСОП присвоил таксону охранный статус «Виды на грани исчезновения» (CR), но в последний раз он наблюдался в 1972 году, в местности, где с того момента сильно изменилась среда обитания из-за инвазивной корицы (Cinnamomum verum), поэтому вероятно, вид уже вымер. 